# FAM229B
FAM229B (англ. Family with sequence similarity 229 member B) – білок, який кодується однойменним геном, розташованим у людей на 6-й хромосомі. Довжина поліпептидного ланцюга білка становить 80 амінокислот, а молекулярна маса — 8 717.
| 10         |  | 20         |  | 30         |  | 40         |  | 50         |
| ---------- |  | ---------- |  | ---------- |  | ---------- |  | ---------- |
| MPFQFGTQPR |  | RFPVEGGDSS |  | IELEPGLSSS |  | AACNGKEMSP |  | TRQLRRCPGS |
| HCLTITDVPV |  | TVYATTRKPP |  | AQSSKEMHPK |  |            |  |            |

A: Аланін

C: Цистеїн

D: Аспарагінова кислота

E: Глутамінова кислота

F: Фенілаланін

G: Гліцин

H: Гістидин

I: Ізолейцин

K: Лізин

L: Лейцин

M: Метіонін

N: Аспарагін

P: Пролін

Q: Глутамін

R: Аргінін

S: Серин

T: Треонін

V: Валін